# Elección presidencial de Chile de 1830
La elección presidencial de Chile de 1830 se realizó el 17 de febrero y tuvo como objetivo elegir un presidente para el periodo 1830-1831. La elección se realizó durante la guerra civil de 1829-30 y tuvo lugar en el Congreso de Plenipotenciarios, organismo legislativo convocado por la Junta de Gobierno conservadora que gobernaba el país. Resultó ganador Francisco Ruiz-Tagle por unanimidad de votos.

## Elección

### Antecedentes
En el país se desarrollaba una guerra civil desde que en noviembre de 1829 el Congreso Nacional, de mayoría liberal, había elegido como vicepresidente de la República a José Joaquín Vicuña (quien había resultado cuarto en las elecciones presidenciales del mismo año), en desmedro de otros dos candidatos conservadores que habían conseguido la segunda y tercera mayoría. En el sur, el general conservador Joaquín Prieto se había rebelado y el 14 de diciembre se enfrentó al ejército liberal en la Batalla de Ochagavía. Posterior a eso, se firmó el Pacto de Ochagavía que buscaba establecer a Ramón Freire como jefe del Ejército y el gobierno. El pactó fracasó, ya que Freire renunció y tomó partido por el bando liberal cuando una Junta de Gobierno conservadora en Santiago, liderada por Diego Portales, lo depuso del mando del Ejército. Freire partió hacia Coquimbo con miras a una contrarrevolución.

### El Congreso de Plenipotenciarios
El 5 de enero de 1830 la Junta de Gobierno conservadora había convocado a un Congreso de Plenipotenciarios para restaurar el gobierno en el país. Cada provincia (en ese entonces ocho) debía enviar un plenipotenciario, con suplentes, para que la representaran investido de los más amplios poderes. En la siguiente lista, en negrita se muestran aquellos plenipotenciarios presentes el día de la elección.
| Composición del Congreso de Plenipotenciarios | Composición del Congreso de Plenipotenciarios | Composición del Congreso de Plenipotenciarios |
| Provincia                                     | Plenipotenciarios                             | Plenipotenciarios                             |
| Provincia                                     | Propietarios                                  | Suplentes                                     |
| --------------------------------------------- | --------------------------------------------- | --------------------------------------------- |
| Coquimbo                                      | Jorge Edwards Brown                           | José Miguel Irarrázaval Alcalde               |
| Aconcagua                                     | —                                             | José Tomás Rodríguez Poitier                  |
| Santiago                                      | Fernando Errázuriz Aldunate                   | Miguel del Fierro Illanes                     |
| Santiago                                      | Fernando Errázuriz Aldunate                   | Joaquín Tocornal Jiménez                      |
| Colchagua                                     | —                                             | Manuel José Cardoso Cuhes                     |
| Maule                                         | Ignacio Molina                                | Juan Francisco Meneses Echanes                |
| Concepción                                    | José Antonio Rodríguez Aldea                  | —                                             |
| Valdivia                                      | José Santiago Aldunate Toro                   | José María Benavente Bustamante               |
| Chiloé                                        | Carlos Rodríguez Erdoyza                      | Manuel Blanco Encalada                        |
| Chiloé                                        | Carlos Rodríguez Erdoyza                      | Fernando Antonio Elizalde Marticorena         |

En la elección, realizada el 17 de febrero de 1830, Francisco Ruiz-Tagle ganó la presidencia sin oposición. José Tomás Ovalle fue elegido como vicepresidente con mayoría absoluta mientras que Diego Portales recibió un voto.
Ruiz-Tagle debería haberse ocupado de la presidencia hasta que se celebrasen elecciones constitucionales, lo que ocurrió en 1831. Sin embargo, por presiones de Portales, Ruiz-Tagle renunció y José Tomás Ovalle asumió como presidente. Ovalle nombró a Portales ministro del Interior, Guerra y Marina y Relaciones Exteriores.

## Resultados

### Presidente
| Candidato                  | Candidato                  | Candidato                     | Agrupación política        | Votos |
| -------------------------- | -------------------------- | ----------------------------- | -------------------------- | ----- |
|                            |                            | Francisco Ruiz-Tagle Portales | Pelucón                    | 6     |
| Total de votos             | Total de votos             | Total de votos                | Total de votos             | 6     |
| Total de plenipotenciarios | Total de plenipotenciarios | Total de plenipotenciarios    | Total de plenipotenciarios | 8     |

### Vicepresidente
| Candidato                  | Candidato                  | Candidato                   | Agrupación política        | Votos |
| -------------------------- | -------------------------- | --------------------------- | -------------------------- | ----- |
|                            |                            | José Tomás Ovalle Bezanilla | Pelucón                    | 5     |
|                            |                            | Diego Portales Palazuelos   | Estanquero                 | 1     |
| Total de votos             | Total de votos             | Total de votos              | Total de votos             | 6     |
| Total de plenipotenciarios | Total de plenipotenciarios | Total de plenipotenciarios  | Total de plenipotenciarios | 8     |